# Liste der Nummer-eins-Hits in Tschechien (2018)
Dies ist eine Liste der Nummer-eins-Hits in Tschechien im Jahr 2018. Sie basiert auf den Auswertungen der IFPI ČR, der nationalen Vertretung der tschechischen Musikindustrie. Grundlage sind die Albums Top 100 (Verkaufscharts) für Alben. Für Singles werden zwei Charts erstellt; die Radio Top 100 Oficiální, welche auf Airplay, sowie die Singles Digital Top 100, welche auf Downloadverkäufen basieren.

## Singles
| ← 2017 ← | Liste der Nummer-eins-Hits in Tschechien (Radio Top 100) | Liste der Nummer-eins-Hits in Tschechien (Radio Top 100) | Liste der Nummer-eins-Hits in Tschechien (Radio Top 100)                                                                         | 2019 → |
| \| Zeitraum \| Wo. ges. \| Interpret \| Titel Autor(en) \| Zusätzliche Informationen \| \| (Zeitraum, Wochen auf Platz eins, Interpret, Titel, Autor[en], zusätzliche Informationen) \| \| \| \| \| \| ----------------------------------------------------------------------------------------- \| -------- \| ----------------------------------------------------- \| -------------------------------------------------------------------------------------------------------------------------------- \| ----------------------------------------------------------------------------------------------------------------------------------------------------------- \| \| 51. Woche 2017 – 2. Woche 2018 4 Wochen (insgesamt 6) \| 6 \| Kryštof \| Zůstaň tu se mnou (Za sny) \| – \| \| 3. Woche 1 Woche (insgesamt 2) \| 2 \| Ed Sheeran \| Perfect Edward Christopher Sheeran \| – \| \| 4. Woche 1 Woche (insgesamt 6) \| 6 \| Kryštof \| Zůstaň tu se mnou (Za sny) \| – \| \| 5. Woche 1 Woche (insgesamt 3) \| 3 \| Ofenbach & Nick Waterhouse \| Katchi Nick Waterhouse, Leon Bridges \| – \| \| 6. Woche 1 Woche (insgesamt 2) \| 2 \| Ed Sheeran \| Perfect Edward Christopher Sheeran \| – \| \| 7.–8. Woche 2 Wochen (insgesamt 3) \| 3 \| Ofenbach & Nick Waterhouse \| Katchi Nick Waterhouse, Leon Bridges \| – \| \| 9.–10. Woche 2 Wochen (insgesamt 4) \| 4 \| Chinaski \| Potkal jsem tě po letech \| – \| \| 11. Woche 1 Woche \| 1 \| Mandrage \| Motýli \| – \| \| 12. Woche 1 Woche \| 1 \| Avicii & Sandro Cavazza \| Without You Salem Lars Al Fakir, Vincent Fred Pontare, Tim Bergling, Alessandro Cavazza, Carl Anthony Falk, John Dhani Lennevald \| – \| \| 13. Woche 1 Woche (insgesamt 4) \| 4 \| Chinaski \| Potkal jsem tě po letech \| – \| \| 14. Woche 1 Woche \| 1 \| Nico Santos \| Rooftop Michelle Leonard, Nicolas Rebscher, Christoph Cronauer, Vito Kovach, Nico Wellenbrink \| – \| \| 15. Woche 1 Woche (insgesamt 4) \| 4 \| Chinaski \| Potkal jsem tě po letech \| – \| \| 16. Woche 1 Woche \| 1 \| Luis Fonsi & Demi Lovato \| Échame la culpa Luis Fonsi, Alejandro Rengifo, Mauricio Rengifo, Andres Torres \| – \| \| 17. Woche 1 Woche \| 1 \| Liam Payne & Rita Ora \| For You (Fifty Shades Freed) Ali Payami, Alexandra Leah Tamposi, Andrew Wotman \| – \| \| 18.–21. Woche 4 Wochen \| 4 \| Rudimental feat. Jess Glynne, Macklemore & Dan Caplen \| These Days John Ryan, Julian Bunetta, Jamie Scott, Kesi Dryden, Piers Aggett, Amir Amor, Leon Rolle, Dan Caplen \| – \| \| 22. Woche 1 Woche (insgesamt 6) \| 6 \| Kryštof \| Zůstaň tu se mnou (Za sny) \| – \| \| 23.–24. Woche 2 Wochen \| 2 \| Lost Frequencies & Zonderling \| Crazy David B. Boudestein, Flix De Laet, Allan Eshuijs, Natalia Koronowska, Martijn Van Sonderen \| – \| \| 25. Woche 1 Woche \| 1 \| Lucie \| Takhle tě mám rád \| – \| \| 26. Woche 1 Woche (insgesamt 2) \| 2 \| Welshly Arms \| Sanctuary Jayson DeZuzio, Neil Ormandy, Sam Getz, Jimmy Weaver \| – \| \| 27.–29. Woche 3 Wochen \| 3 \| Kodaline \| Follow Your Fire Steve Mac, Stephen Joseph Garrigan, John McDaid, Corey James Sanders \| – \| \| 30. Woche 1 Woche (insgesamt 2) \| 2 \| Welshly Arms \| Sanctuary Jayson DeZuzio, Neil Ormandy, Sam Getz, Jimmy Weaver \| – \| \| 31. Woche 1 Woche \| 1 \| Kygo \| Remind Me to Forget Philip John Plested, Kyrre Gørvell-Dahll, Miguel Jontel Pimentel, David Anthony Phelan, Alexander Oriet \| – \| \| 32.–33. Woche 2 Wochen \| 2 \| David Guetta & Sia \| Flames Christopher Kenneth Braide, Sia Kate Furler, Giorgio Tuinfort, David Pierre Guetta \| – \| \| 34. Woche 1 Woche (insgesamt 3) \| 3 \| Jonas Blue feat. Jack & Jack \| Rise Guy James Robin, Edward James Drewett, Sam Romans \| – \| \| 35. Woche 1 Woche (insgesamt 3) \| 3 \| Álvaro Soler \| La cintura Simon Triebel, Alexander Zuckowski, Alvaro Tauchert Soler, Nadir Khayat, Tinyisland \| – \| \| 36. Woche 1 Woche (insgesamt 3) \| 3 \| Jonas Blue feat. Jack & Jack \| Rise Guy James Robin, Edward James Drewett, Sam Romans \| – \| \| 37.–38. Woche 2 Wochen (insgesamt 3) \| 3 \| Álvaro Soler \| La cintura Simon Triebel, Alexander Zuckowski, Alvaro Tauchert Soler, Nadir Khayat, Tinyisland \| – \| \| 39. Woche 1 Woche (insgesamt 3) \| 3 \| Jonas Blue feat. Jack & Jack \| Rise Guy James Robin, Edward James Drewett, Sam Romans \| – \| \| 40.–41. Woche 2 Wochen \| 2 \| Mirai \| Chci tančit \| – \| \| 42. Woche 1 Woche \| 1 \| OneRepublic \| Connection Ryan B. Tedder, Brent Michael Kutzle, Zachary Philip Skelton, Jacob Kasher Hindlin, Noel Zancanella \| – \| \| 43.–44. Woche 2 Wochen (insgesamt 7) \| 7 \| George Ezra \| Shotgun George Ezra Barnett, Joel Laslett Pott, Frederick John Philip Gibson \| – \| \| 45. Woche 1 Woche \| 1 \| Dean Lewis \| Be Alright Dean Lewis, Jon Cobbe Hume \| – \| \| 46.–50. Woche 5 Wochen (insgesamt 7) \| 7 \| George Ezra \| Shotgun George Ezra Barnett, Joel Laslett Pott \| – \| \| 51.–52. Woche 2 Wochen (insgesamt 4) \| 4 \| LP \| Girls Go Wild Michael Francis Gonzalez, Laura Pergolizzi, Nate Campany \| Fast genau zwei Jahre zuvor war die US-Amerikanerin Laura Pergolizzi mit ihrem ersten internationalen Hit Lost on You schon einmal an der Spitze gestanden. \| |                                                          |                                                          | | |
| ← 2017 |                                                          |                                                          | | → 2019 → |
| Zeitraum | Wo. ges.                                                 | Interpret                                                | Titel Autor(en) | Zusätzliche Informationen |
| (Zeitraum, Wochen auf Platz eins, Interpret, Titel, Autor[en], zusätzliche Informationen) |                                                          |                                                          | | |
| 51. Woche 2017 – 2. Woche 2018 4 Wochen (insgesamt 6) | 6                                                        | Kryštof                                                  | Zůstaň tu se mnou (Za sny) | – |
| 3. Woche 1 Woche (insgesamt 2) | 2                                                        | Ed Sheeran                                               | Perfect Edward Christopher Sheeran                                                                                               | – |
| 4. Woche 1 Woche (insgesamt 6) | 6                                                        | Kryštof                                                  | Zůstaň tu se mnou (Za sny) | – |
| 5. Woche 1 Woche (insgesamt 3) | 3                                                        | Ofenbach & Nick Waterhouse                               | Katchi Nick Waterhouse, Leon Bridges                                                                                             | – |
| 6. Woche 1 Woche (insgesamt 2) | 2                                                        | Ed Sheeran                                               | Perfect Edward Christopher Sheeran                                                                                               | – |
| 7.–8. Woche 2 Wochen (insgesamt 3) | 3                                                        | Ofenbach & Nick Waterhouse                               | Katchi Nick Waterhouse, Leon Bridges                                                                                             | – |
| 9.–10. Woche 2 Wochen (insgesamt 4) | 4                                                        | Chinaski                                                 | Potkal jsem tě po letech | – |
| 11. Woche 1 Woche | 1                                                        | Mandrage                                                 | Motýli | – |
| 12. Woche 1 Woche | 1                                                        | Avicii & Sandro Cavazza                                  | Without You Salem Lars Al Fakir, Vincent Fred Pontare, Tim Bergling, Alessandro Cavazza, Carl Anthony Falk, John Dhani Lennevald | – |
| 13. Woche 1 Woche (insgesamt 4) | 4                                                        | Chinaski                                                 | Potkal jsem tě po letech | – |
| 14. Woche 1 Woche | 1                                                        | Nico Santos                                              | Rooftop Michelle Leonard, Nicolas Rebscher, Christoph Cronauer, Vito Kovach, Nico Wellenbrink                                    | – |
| 15. Woche 1 Woche (insgesamt 4) | 4                                                        | Chinaski                                                 | Potkal jsem tě po letech | – |
| 16. Woche 1 Woche | 1                                                        | Luis Fonsi & Demi Lovato                                 | Échame la culpa Luis Fonsi, Alejandro Rengifo, Mauricio Rengifo, Andres Torres                                                   | – |
| 17. Woche 1 Woche | 1                                                        | Liam Payne & Rita Ora                                    | For You (Fifty Shades Freed) Ali Payami, Alexandra Leah Tamposi, Andrew Wotman                                                   | – |
| 18.–21. Woche 4 Wochen | 4                                                        | Rudimental feat. Jess Glynne, Macklemore & Dan Caplen    | These Days John Ryan, Julian Bunetta, Jamie Scott, Kesi Dryden, Piers Aggett, Amir Amor, Leon Rolle, Dan Caplen                  | – |
| 22. Woche 1 Woche (insgesamt 6) | 6                                                        | Kryštof                                                  | Zůstaň tu se mnou (Za sny) | – |
| 23.–24. Woche 2 Wochen | 2                                                        | Lost Frequencies & Zonderling                            | Crazy David B. Boudestein, Flix De Laet, Allan Eshuijs, Natalia Koronowska, Martijn Van Sonderen                                 | – |
| 25. Woche 1 Woche | 1                                                        | Lucie                                                    | Takhle tě mám rád | – |
| 26. Woche 1 Woche (insgesamt 2) | 2                                                        | Welshly Arms                                             | Sanctuary Jayson DeZuzio, Neil Ormandy, Sam Getz, Jimmy Weaver                                                                   | – |
| 27.–29. Woche 3 Wochen | 3                                                        | Kodaline                                                 | Follow Your Fire Steve Mac, Stephen Joseph Garrigan, John McDaid, Corey James Sanders                                            | – |
| 30. Woche 1 Woche (insgesamt 2) | 2                                                        | Welshly Arms                                             | Sanctuary Jayson DeZuzio, Neil Ormandy, Sam Getz, Jimmy Weaver                                                                   | – |
| 31. Woche 1 Woche | 1                                                        | Kygo                                                     | Remind Me to Forget Philip John Plested, Kyrre Gørvell-Dahll, Miguel Jontel Pimentel, David Anthony Phelan, Alexander Oriet      | – |
| 32.–33. Woche 2 Wochen | 2                                                        | David Guetta & Sia                                       | Flames Christopher Kenneth Braide, Sia Kate Furler, Giorgio Tuinfort, David Pierre Guetta                                        | – |
| 34. Woche 1 Woche (insgesamt 3) | 3                                                        | Jonas Blue feat. Jack & Jack                             | Rise Guy James Robin, Edward James Drewett, Sam Romans                                                                           | – |
| 35. Woche 1 Woche (insgesamt 3) | 3                                                        | Álvaro Soler                                             | La cintura Simon Triebel, Alexander Zuckowski, Alvaro Tauchert Soler, Nadir Khayat, Tinyisland                                   | – |
| 36. Woche 1 Woche (insgesamt 3) | 3                                                        | Jonas Blue feat. Jack & Jack                             | Rise Guy James Robin, Edward James Drewett, Sam Romans                                                                           | – |
| 37.–38. Woche 2 Wochen (insgesamt 3) | 3                                                        | Álvaro Soler                                             | La cintura Simon Triebel, Alexander Zuckowski, Alvaro Tauchert Soler, Nadir Khayat, Tinyisland                                   | – |
| 39. Woche 1 Woche (insgesamt 3) | 3                                                        | Jonas Blue feat. Jack & Jack                             | Rise Guy James Robin, Edward James Drewett, Sam Romans                                                                           | – |
| 40.–41. Woche 2 Wochen | 2                                                        | Mirai                                                    | Chci tančit | – |
| 42. Woche 1 Woche | 1                                                        | OneRepublic                                              | Connection Ryan B. Tedder, Brent Michael Kutzle, Zachary Philip Skelton, Jacob Kasher Hindlin, Noel Zancanella                   | – |
| 43.–44. Woche 2 Wochen (insgesamt 7) | 7                                                        | George Ezra                                              | Shotgun George Ezra Barnett, Joel Laslett Pott, Frederick John Philip Gibson                                                     | – |
| 45. Woche 1 Woche | 1                                                        | Dean Lewis                                               | Be Alright Dean Lewis, Jon Cobbe Hume                                                                                            | – |
| 46.–50. Woche 5 Wochen (insgesamt 7) | 7                                                        | George Ezra                                              | Shotgun George Ezra Barnett, Joel Laslett Pott                                                                                   | – |
| 51.–52. Woche 2 Wochen (insgesamt 4) | 4                                                        | LP                                                       | Girls Go Wild Michael Francis Gonzalez, Laura Pergolizzi, Nate Campany                                                           | Fast genau zwei Jahre zuvor war die US-Amerikanerin Laura Pergolizzi mit ihrem ersten internationalen Hit Lost on You schon einmal an der Spitze gestanden. |

| ← 2017 ← | Liste der Nummer-eins-Hits in Tschechien (Singles Digital 100) | Liste der Nummer-eins-Hits in Tschechien (Singles Digital 100) | Liste der Nummer-eins-Hits in Tschechien (Singles Digital 100) | 2019 → |
| \| Zeitraum \| Wo. ges. \| Interpret \| Titel Autor(en) \| Zusätzliche Informationen \| \| (Zeitraum, Wochen auf Platz eins, Interpret, Titel, Autor[en], zusätzliche Informationen) \| \| \| \| \| \| ----------------------------------------------------------------------------------------- \| -------- \| ----------------------------------------------- \| --------------------------------------------------------------------------------------------------------------------------------------------------------------------------------- \| ------------------------------------------------------------------------------------------------------------------------------ \| \| 1.–6. Woche 6 Wochen (insgesamt 13) \| 13 \| Camila Cabello \| Havana Louis Russell Bell, Camila Cabello, Adam Feeney, Brittany Hazzard, Brian D. Lee, Brandon Perry, Alexandra Leah Tamposi, Jeffrey Williams, Pharrell Williams, Andrew Wotman \| – \| \| 7.–9. Woche 3 Wochen \| 3 \| The Chainsmokers \| Sick Boy Andrew Taggart, Alex Pall, Emily Warren Schwartz, Tony Ann \| – \| \| 10.–16. Woche 7 Wochen \| 7 \| Marshmello & Anne-Marie \| Friends Chris Comstock, Natalie Maree Dunn, Anne-Marie Rose Nicholson \| – \| \| 17. Woche 1 Woche \| 1 \| Ariana Grande \| No Tears Left to Cry Ariana Grande, Ilya Salmanzadeh, Savan Harish Kotecha, Max Martin \| – \| \| 18.–24. Woche 7 Wochen \| 7 \| Calvin Harris & Dua Lipa \| One Kiss Dua Lipa, Jessie Reyez, Adam Richard Wiles \| – \| \| 25. Woche 1 Woche (insgesamt 7) \| 7 \| Clean Bandit feat. Demi Lovato \| Solo Demitria Lovato, Fred Gibson, Camille Angelina Purcell, Grace Elizabeth Chatto, Jack Robert Patterson, Luke Patterson \| – \| \| 26. Woche 1 Woche \| 1 \| XXXTentacion \| Sad! Jahseh Onfroy, John Cunningham \| – \| \| 27.–32. Woche 6 Wochen (insgesamt 7) \| 7 \| Clean Bandit feat. Demi Lovato \| Solo Demitria Lovato, Fred Gibson, Camille Angelina Purcell, Grace Elizabeth Chatto, Jack Robert Patterson, Luke Patterson \| – \| \| 33.–37. Woche 5 Wochen \| 5 \| Dynoro & Gigi D’Agostino \| In My Mind Ivan James Gough, Georgina Kristine Noelle Kingsley, Carlo Montagner, Paolo Sandrini, Luigino Di Agostino, Aden Phoenix Forte, Diego Leoni, Josh Soon \| – \| \| 38.–41. Woche 4 Wochen \| 4 \| Onemanshow Foundation \| Cizí zeď \| – \| \| 42.–45. Woche 4 Wochen (insgesamt 9) \| 9 \| Lady Gaga & Bradley Cooper \| Shallow Mark Ronson, Anthony Rossomando, Andrew Wyatt, Joanne Stefani Germanotta \| – \| \| 46. Woche 1 Woche \| 1 \| Imagine Dragons \| Bad Liar Daniel Coulter Reynolds, Daniel Wayne Sermon, Benjamin Arthur McKee, Daniel Platzman, Aja Volkman, Jorgen Michael Odegard \| – \| \| 47.–48. Woche 2 Wochen (insgesamt 3) \| 3 \| Queen \| Bohemian Rhapsody Frederick Mercury \| Die gleichnamige Filmbiografie von Freddie Mercury macht die Rückkehr des größten Hits seiner Band an die Chartspitze möglich. \| \| 49. Woche 1 Woche \| 1 \| Milion+ feat. Nik Tendo, Hasan & Kamil Hoffmann \| Bude líp \| – \| \| 50. Woche 1 Woche \| 1 \| XXXTentacion \| Whoa (Mind in Awe) \| – \| \| 51.–52. Woche 2 Wochen (insgesamt 17) \| 17 \| Mariah Carey \| All I Want for Christmas Is You Walter N. Afanasieff, Mariah Carey \| Im dritten Jahr in Folge ist Mariah Careys Hit die meistgestreamte Weihnachtssingle in Tschechien. \| |                                                                |                                                                | | |
| ← 2017 |                                                                |                                                                | | → 2019 → |
| Zeitraum | Wo. ges.                                                       | Interpret                                                      | Titel Autor(en) | Zusätzliche Informationen |
| (Zeitraum, Wochen auf Platz eins, Interpret, Titel, Autor[en], zusätzliche Informationen) |                                                                |                                                                | | |
| 1.–6. Woche 6 Wochen (insgesamt 13) | 13                                                             | Camila Cabello                                                 | Havana Louis Russell Bell, Camila Cabello, Adam Feeney, Brittany Hazzard, Brian D. Lee, Brandon Perry, Alexandra Leah Tamposi, Jeffrey Williams, Pharrell Williams, Andrew Wotman | – |
| 7.–9. Woche 3 Wochen | 3                                                              | The Chainsmokers                                               | Sick Boy Andrew Taggart, Alex Pall, Emily Warren Schwartz, Tony Ann | – |
| 10.–16. Woche 7 Wochen | 7                                                              | Marshmello & Anne-Marie                                        | Friends Chris Comstock, Natalie Maree Dunn, Anne-Marie Rose Nicholson | – |
| 17. Woche 1 Woche | 1                                                              | Ariana Grande                                                  | No Tears Left to Cry Ariana Grande, Ilya Salmanzadeh, Savan Harish Kotecha, Max Martin                                                                                            | – |
| 18.–24. Woche 7 Wochen | 7                                                              | Calvin Harris & Dua Lipa                                       | One Kiss Dua Lipa, Jessie Reyez, Adam Richard Wiles | – |
| 25. Woche 1 Woche (insgesamt 7) | 7                                                              | Clean Bandit feat. Demi Lovato                                 | Solo Demitria Lovato, Fred Gibson, Camille Angelina Purcell, Grace Elizabeth Chatto, Jack Robert Patterson, Luke Patterson                                                        | – |
| 26. Woche 1 Woche | 1                                                              | XXXTentacion                                                   | Sad! Jahseh Onfroy, John Cunningham | – |
| 27.–32. Woche 6 Wochen (insgesamt 7) | 7                                                              | Clean Bandit feat. Demi Lovato                                 | Solo Demitria Lovato, Fred Gibson, Camille Angelina Purcell, Grace Elizabeth Chatto, Jack Robert Patterson, Luke Patterson                                                        | – |
| 33.–37. Woche 5 Wochen | 5                                                              | Dynoro & Gigi D’Agostino                                       | In My Mind Ivan James Gough, Georgina Kristine Noelle Kingsley, Carlo Montagner, Paolo Sandrini, Luigino Di Agostino, Aden Phoenix Forte, Diego Leoni, Josh Soon                  | – |
| 38.–41. Woche 4 Wochen | 4                                                              | Onemanshow Foundation                                          | Cizí zeď | – |
| 42.–45. Woche 4 Wochen (insgesamt 9) | 9                                                              | Lady Gaga & Bradley Cooper                                     | Shallow Mark Ronson, Anthony Rossomando, Andrew Wyatt, Joanne Stefani Germanotta                                                                                                  | – |
| 46. Woche 1 Woche | 1                                                              | Imagine Dragons                                                | Bad Liar Daniel Coulter Reynolds, Daniel Wayne Sermon, Benjamin Arthur McKee, Daniel Platzman, Aja Volkman, Jorgen Michael Odegard                                                | – |
| 47.–48. Woche 2 Wochen (insgesamt 3) | 3                                                              | Queen                                                          | Bohemian Rhapsody Frederick Mercury | Die gleichnamige Filmbiografie von Freddie Mercury macht die Rückkehr des größten Hits seiner Band an die Chartspitze möglich. |
| 49. Woche 1 Woche | 1                                                              | Milion+ feat. Nik Tendo, Hasan & Kamil Hoffmann                | Bude líp | – |
| 50. Woche 1 Woche | 1                                                              | XXXTentacion                                                   | Whoa (Mind in Awe) | – |
| 51.–52. Woche 2 Wochen (insgesamt 17) | 17                                                             | Mariah Carey                                                   | All I Want for Christmas Is You Walter N. Afanasieff, Mariah Carey | Im dritten Jahr in Folge ist Mariah Careys Hit die meistgestreamte Weihnachtssingle in Tschechien.                             |

## Alben
| ← 2017 ← | Liste der Nummer-eins-Hits in Tschechien | Liste der Nummer-eins-Hits in Tschechien | Liste der Nummer-eins-Hits in Tschechien | 2019 → |
| \| Zeitraum \| Wo. ges. \| Interpret \| Titel \| Zusätzliche Informationen \| \| (Zeitraum, Wochen auf Platz eins, Interpret, Titel, zusätzliche Informationen) \| \| \| \| \| \| ------------------------------------------------------------------------------ \| -------- \| -------------------------- \| -------------------------- \| ------------------------------------------------------------------------------------------------------------------------------------------------------------------------------------------------------------------------------------------------- \| \| 1.–3. Woche 3 Wochen (insgesamt 22) \| 22 \| Ed Sheeran \| ÷ \| – \| \| 4. Woche 1 Woche \| 1 \| Mandrage \| Po půlnoci \| – \| \| 5. Woche 1 Woche (insgesamt 22) \| 22 \| Ed Sheeran \| ÷ \| – \| \| 6. Woche 1 Woche \| 1 \| Justin Timberlake \| Man of the Woods \| – \| \| 7.–9. Woche 3 Wochen (insgesamt 22) \| 22 \| Ed Sheeran \| ÷ \| – \| \| 10. Woche 1 Woche \| 1 \| Marpo \| Dead Man Walking \| – \| \| 11. Woche 1 Woche \| 1 \| Judas Priest \| Firepower \| – \| \| 12. Woche 1 Woche \| 1 \| XXXTentacion \| ? \| – \| \| 13. Woche 1 Woche \| 1 \| Barbora Poláková \| ZE.MĚ \| – \| \| 14. Woche 1 Woche (insgesamt 22) \| 22 \| Ed Sheeran \| ÷ \| – \| \| 15.–16. Woche 2 Wochen (insgesamt 7) \| 7 \| Imagine Dragons \| Evolve \| – \| \| 17. Woche 1 Woche \| 1 \| Rest \| Restart \| – \| \| 18.–19. Woche 2 Wochen \| 2 \| Yzomandias \| Sbohem Roxano \| – \| \| 20.–23. Woche 4 Wochen \| 4 \| Post Malone \| Beerbongs & Bentleys \| – \| \| 24.–25. Woche 2 Wochen \| 2 \| Karel Gott \| Ta pravá \| – \| \| 26. Woche 1 Woche \| 1 \| XXXTentacion \| ? \| – \| \| 27.–30. Woche 4 Wochen \| 4 \| Drake \| Scorpion \| – \| \| 31. Woche 1 Woche \| 1 \| Sheen & Jickson \| Grál \| – \| \| 32.–33. Woche 2 Wochen \| 2 \| Travis Scott \| Astroworld \| – \| \| 34.–35. Woche 2 Wochen \| 2 \| Ariana Grande \| Sweetener \| – \| \| 36. Woche 1 Woche (insgesamt 2) \| 2 \| Eminem \| Kamikaze \| – \| \| 37. Woche 1 Woche \| 1 \| Tomáš Klus \| Spolu \| – \| \| 38. Woche 1 Woche (insgesamt 2) \| 2 \| Eminem \| Kamikaze \| – \| \| 39. Woche 1 Woche \| 1 \| Hana Zagorová \| Já nemám strach \| – \| \| 40. Woche 1 Woche (insgesamt 22) \| 22 \| Ed Sheeran \| ÷ \| – \| \| 41. Woche 1 Woche \| 1 \| Twenty One Pilots \| Trench \| – \| \| 42.–44. Woche 3 Wochen (insgesamt 4) \| 4 \| Lady Gaga & Bradley Cooper \| A Star Is Born \| – \| \| 45. Woche 1 Woche \| 1 \| Marián Vojtko \| Muzikál \| – \| \| 46.–48. Woche 3 Wochen (insgesamt 4) \| 4 \| Lucie \| EvoLucie \| In den 1990ern hatte die Band ihre erfolgreichste Zeit und nahm dann in den 2000ern eine Auszeit. 16 Jahre nach ihrem letzten Album veröffentlichte sie wieder ein neues Studioalbum und stieg damit auf Platz 1 der tschechischen Charts ein.[1] \| \| 49. Woche 1 Woche \| 1 \| Kryštof \| Kryštof na Strahově (live) \| – \| \| 50. Woche 1 Woche (insgesamt 4) \| 4 \| Lucie \| EvoLucie \| – \| \| 51. Woche 2018 – 6. Woche 2019 8 Wochen (insgesamt 12) \| 12 \| (Soundtrack) \| Bohemian Rhapsody \| Mit ein paar Wochen Verzögerung schafft es nach dem Titelsong auch der komplette Soundtrack des Biopics von Freddie Mercury auf die Nummer-eins-Position. \| |                                          |                                          |                                          | |
| ← 2017 |                                          |                                          |                                          | → 2019 → |
| Zeitraum | Wo. ges.                                 | Interpret                                | Titel                                    | Zusätzliche Informationen |
| (Zeitraum, Wochen auf Platz eins, Interpret, Titel, zusätzliche Informationen) |                                          |                                          |                                          | |
| 1.–3. Woche 3 Wochen (insgesamt 22) | 22                                       | Ed Sheeran                               | ÷                                        | – |
| 4. Woche 1 Woche | 1                                        | Mandrage                                 | Po půlnoci                               | – |
| 5. Woche 1 Woche (insgesamt 22) | 22                                       | Ed Sheeran                               | ÷                                        | – |
| 6. Woche 1 Woche | 1                                        | Justin Timberlake                        | Man of the Woods                         | – |
| 7.–9. Woche 3 Wochen (insgesamt 22) | 22                                       | Ed Sheeran                               | ÷                                        | – |
| 10. Woche 1 Woche | 1                                        | Marpo                                    | Dead Man Walking                         | – |
| 11. Woche 1 Woche | 1                                        | Judas Priest                             | Firepower                                | – |
| 12. Woche 1 Woche | 1                                        | XXXTentacion                             | ?                                        | – |
| 13. Woche 1 Woche | 1                                        | Barbora Poláková                         | ZE.MĚ                                    | – |
| 14. Woche 1 Woche (insgesamt 22) | 22                                       | Ed Sheeran                               | ÷                                        | – |
| 15.–16. Woche 2 Wochen (insgesamt 7) | 7                                        | Imagine Dragons                          | Evolve                                   | – |
| 17. Woche 1 Woche | 1                                        | Rest                                     | Restart                                  | – |
| 18.–19. Woche 2 Wochen | 2                                        | Yzomandias                               | Sbohem Roxano                            | – |
| 20.–23. Woche 4 Wochen | 4                                        | Post Malone                              | Beerbongs & Bentleys                     | – |
| 24.–25. Woche 2 Wochen | 2                                        | Karel Gott                               | Ta pravá                                 | – |
| 26. Woche 1 Woche | 1                                        | XXXTentacion                             | ?                                        | – |
| 27.–30. Woche 4 Wochen | 4                                        | Drake                                    | Scorpion                                 | – |
| 31. Woche 1 Woche | 1                                        | Sheen & Jickson                          | Grál                                     | – |
| 32.–33. Woche 2 Wochen | 2                                        | Travis Scott                             | Astroworld                               | – |
| 34.–35. Woche 2 Wochen | 2                                        | Ariana Grande                            | Sweetener                                | – |
| 36. Woche 1 Woche (insgesamt 2) | 2                                        | Eminem                                   | Kamikaze                                 | – |
| 37. Woche 1 Woche | 1                                        | Tomáš Klus                               | Spolu                                    | – |
| 38. Woche 1 Woche (insgesamt 2) | 2                                        | Eminem                                   | Kamikaze                                 | – |
| 39. Woche 1 Woche | 1                                        | Hana Zagorová                            | Já nemám strach                          | – |
| 40. Woche 1 Woche (insgesamt 22) | 22                                       | Ed Sheeran                               | ÷                                        | – |
| 41. Woche 1 Woche | 1                                        | Twenty One Pilots                        | Trench                                   | – |
| 42.–44. Woche 3 Wochen (insgesamt 4) | 4                                        | Lady Gaga & Bradley Cooper               | A Star Is Born                           | – |
| 45. Woche 1 Woche | 1                                        | Marián Vojtko                            | Muzikál                                  | – |
| 46.–48. Woche 3 Wochen (insgesamt 4) | 4                                        | Lucie                                    | EvoLucie                                 | In den 1990ern hatte die Band ihre erfolgreichste Zeit und nahm dann in den 2000ern eine Auszeit. 16 Jahre nach ihrem letzten Album veröffentlichte sie wieder ein neues Studioalbum und stieg damit auf Platz 1 der tschechischen Charts ein. |
| 49. Woche 1 Woche | 1                                        | Kryštof                                  | Kryštof na Strahově (live)               | – |
| 50. Woche 1 Woche (insgesamt 4) | 4                                        | Lucie                                    | EvoLucie                                 | – |
| 51. Woche 2018 – 6. Woche 2019 8 Wochen (insgesamt 12) | 12                                       | (Soundtrack)                             | Bohemian Rhapsody                        | Mit ein paar Wochen Verzögerung schafft es nach dem Titelsong auch der komplette Soundtrack des Biopics von Freddie Mercury auf die Nummer-eins-Position.                                                                                      |